# Jupp Wolff
Jupp Wolff (* 23. Juni 1908 in München-Gladbach; † 13. August 1974 in Norderstedt) war ein deutscher Sportjournalist und Zeitungsredakteur.

## Leben
Wolff war zu seiner Zeit einer der bekanntesten Fußball-Journalisten Deutschlands. Er sollte zunächst Kaufmann werden, war dann aber 45 Jahre in seinem Beruf tätig. 1927 startete Wolff als freier Mitarbeiter bei der Westdeutschen Landeszeitung, setzte seinen Berufsweg bei Wolffs Telegraphischem Bureau fort und arbeitete anschließend beim Deutschen Nachrichtenbüro. Nach dem Zweiten Weltkrieg schrieb er für die Hamburger Allgemeine, die Hamburger Freie Presse und seit 1948, als Leiter des Nordbüros des Sport-Informations-Diensts, für das Hamburger Abendblatt, dessen Redaktion er seit 1951 angehörte. Seine Arbeit führte ihn zu über 300 Länderspielen in 65 Ländern und zu sieben Fußball-Weltmeisterschaften. Er berichtete auch über zahlreiche andere Sportarten und reiste zu sechs Olympischen Spielen.
Wolff pflegte ein vertrauliches Verhältnis zu den Bundestrainern Sepp Herberger und Helmut Schön und hatte gute Kontakte zu Vereinen und Spielern. Als wichtigstes Spiel bezeichnete er das Finale der Fußball-Weltmeisterschaft 1954, in dem Deutschland gegen Ungarn gewann, als den ihm am nächsten stehenden Spieler Uwe Seeler. Wolff lebte seit 1934 in Hamburg, war verheiratet, hatte drei Söhne und starb, nachdem er bereits einige Jahre zuvor einen Herzinfarkt erlitten hatte, im Alter von 66 Jahren an seinem letzten Wohnsitz in Norderstedt.

## Werke
- Hans Körfer, Jupp Wolff: Tore-Punkte-Meisterschaft. Limpert, Frankfurt am Main 1961. (DNB 452503396)